# Вергасов, Илья Захарович
Илья Заха́рович Верга́сов (29 августа 1914, Кяхта, Бурятская Автономная Советская Социалистическая Республика — 29 января 1981, Москва) — участник Великой Отечественной войны, командир объединённого партизанского района в Крыму, писатель (член Союза писателей Украины с 1958).

## Биография
Родился в августе 1914 года в семье тамбовского крестьянина-переселенца, который в поисках лучшей доли добрался за Байкал, в Кяхту, на самую монгольскую границу. Отсюда Захар Вергасов ушёл воевать в Первую мировую войну. Во время Гражданской войны переезжал из одного конца России в другой, пока не остановился на Кубани, где в станице Челбасской его разыскала жена с четырьмя детьми. В 1923 году отец умер и мать с детьми до самой коллективизации терпела нужду. Затем она стала работать в колхозе «Сельмашстрой». Здесь Илья окончил семилетку, стал комсомольцем, работал киномехаником в Дубовке и в Тимошевке. В 1932 году призван в Красную Армию, где окончил военную школу и служил в Военно-Воздушных Силах. 
По состоянию здоровья (туберкулёз) Вергасов ушёл из армии. Ему рекомендовали смену климата, поэтому он переехал на южный берег Крыма и работал старшим механиком в совхозе «Гурзуф». Участник Всесоюзной сельскохозяйственной выставки. За месяц до начала Великой Отечественной войны вступил в ряды ВКП(б).
Летом 1941 года получил многократные отказы в мобилизации по медицинским показаниям. Участвовал в подготовке и эвакуации на Кавказ марочной коллекции «Массандры». Начальник штаба городского истребительного батальона в Ялте (командир Н. Н. Тамарлы). Батальон нёс охрану объектов, патрулирование, противодесантное наблюдение. С октября 1941 года Вергасов командир Алупкинского истребительного батальона. Начал отбор личного состава и подготовку баз будущего Ялтинского партизанского района. 1 ноября бойцы батальона уничтожали винные запасы «Массандры». На следующий день добровольцы перешли в горы. Вергасов видел в порту запоздавшую погрузку «Армении».
С ноября 1941 по январь 1942 года был начальником штаба 4-го партизанского района, затем с января 1942 по июль 1942 года — командиром 4-го партизанского района Крыма. Ранен 13 января 1942 и 21 июля 1942 года. Вывезен самолётом на Кавказ. С декабря 1942 года — старший помощник начальника разведотдела Северо-Кавказского, затем 3-го Украинского фронтов, с апреля 1944 года командовал 1310-м стрелковым полком 19-й Воронежско-Шумлинской стрелковой дивизии, затем 233-м армейским запасным стрелковым полком 57-й армии. Тяжело ранен, инвалид 1-й, позже 2-й группы. Уволен в запас в 1946 году.
В 1947—1948 годах бывший партизанский командир и отставной подполковник Советской Армии Илья Захарович Вергасов жил в Ялте, залечивал раны и туберкулёз, занимался лекторской работой.
Умер 29 января 1981 года.

## Награды
- Награждён орденами и медалями СССР: орден Красного Знамени (1942 г.)[2], орден Отечественной войны II степени (1944 г.), медаль «За победу над Германией в Великой Отечественной войне» (20.09.1945 г.).

## Память
Работал сперва как мемуарист, позднее в жанре реалистической военной прозы. В послевоенные годы Вергасов написал несколько книг о партизанском движении в Крыму.
- «В горах Таврии: Записки партизана» (1949,1959),
- «Крымские тетради» (1967, 1982).
- «Героические были из жизни крымских партизан» (1975),
- роман «Останется с тобою навсегда...». Первая публикация журнал «Новый мир»  (1976),
- Очерк о М. А. Македонском «Большая жизнь»

Член Союза писателей УССР.

## Критика
Ранние мемуары партизан и подпольщиков писались по горячим следам, но при неполном доступе к архивам, наличии засекреченных данных. Некоторые мемуаристы сводили личные счеты. Особенно много конфликтов вызвали мемуары И. А. Козлова. Допустил неточности и Вергасов. В первом издании его книги «В горах Таврии» разведчик Севастопольского, Акмечетского отрядов и Центрального штаба партизанского движения Крыма Бекир Османов изображён немецким шпионом и якобы был расстрелян. В действительности же он после ранения в 1942 году был вывезен самолётом на Кавказ. Вопрос об этом эпизоде обсуждался в 1957 году в ЦК КПСС и в поздних изданиях его убрали.